# 鳥取青谷道路
鳥取青谷道路（とっとりあおやどうろ）は、鳥取県鳥取市本高から鳥取県鳥取市青谷町青谷に至る延長19.3kmの高規格幹線道路である。事業路線名は鳥取西道路。
山陰自動車道に並行する国道9号の自動車専用道路（A'路線）として整備される。

## インターチェンジなど
- <8> （鳥取IC/JCT（鳥取自動車道・山陰近畿自動車道）
- <1> （鳥取西IC（鳥取県道49号鳥取河原用瀬線））
- <2> （吉岡温泉IC（鳥取県道191号矢矯松原線））
- <3> （瑞穂宝木IC（鳥取県道233号矢口鹿野線））
- <4> （浜村鹿野温泉IC（鳥取県道32号郡家鹿野気高線））
- 5 青谷IC（鳥取県道280号俵原青谷線）（青谷羽合道路）